# Wallfahrtskirche Mariä Himmelfahrt (Weißenregen)

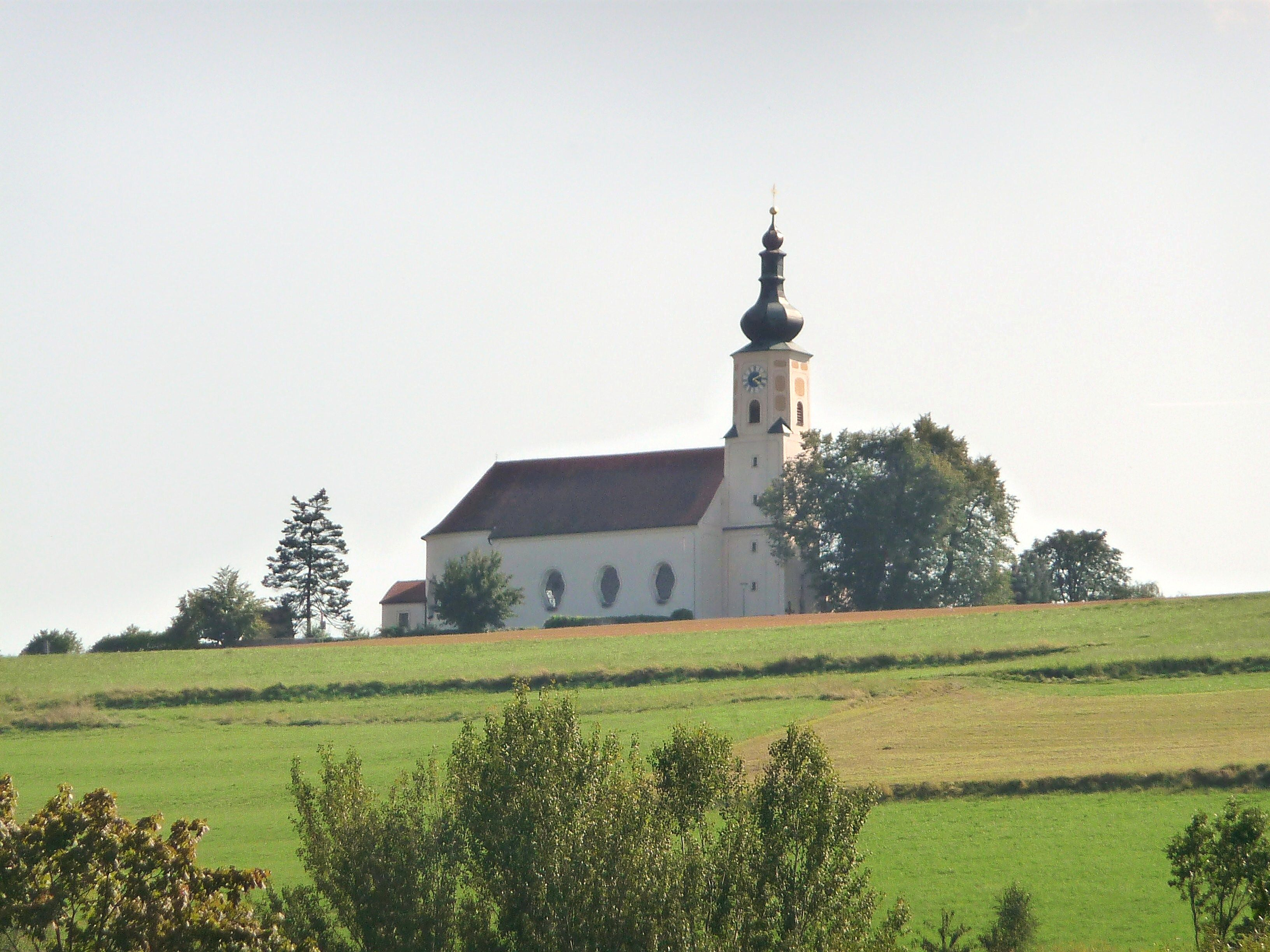
Die Wallfahrtskirche Mariä Himmelfahrt in Weißenregen

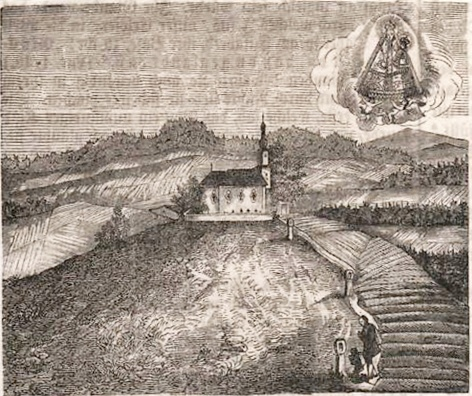
Wallfahrt Weißenregen, Stich um 1860

Die Wallfahrtskirche Mariä Himmelfahrt ist eine Wallfahrtskirche in Weißenregen, einem Ortsteil der oberpfälzischen Stadt Bad Kötzting.

## Entstehung der Wallfahrt und Kirchenbau
Hinsichtlich der Entstehung der Wallfahrt berichtet eine Legende von einem vor dem Bildersturm in Nabburg geretteten Gnadenbild, das zunächst an einer Eiche aufgehängt war.
1584 brannte die Eiche ab, das Gnadenbild blieb aber unversehrt und wurde in einem Bildstock aufgestellt. 1593 erbaute das Kloster Niederaltaich in Weißenregen eine Kapelle, die 1611 durch eine größere ersetzt wurde. 1659 bis 1660 kam es zu einer umfangreichen Erweiterung. Schließlich wurde anstelle der baufälligen Kapelle von 1750 bis 1765 die jetzige Wallfahrtskirche erbaut. Die Kanzel schuf 1758 der Kötztinger Bildhauer Johann Paulus Hager. Stilunterschiede zwischen den Figuren der Kanzel und denen der Altäre lassen vermuten, dass an den Altären andere Bildhauer beteiligt waren. Am 1. Mai 1765 wurde die Kirche durch den Regensburger Weihbischof von Wolframsdorf feierlich konsekriert. Die Seitenaltargemälde des Malers Johann Anton Sollfleisch ersetzte man 1912 durch neue Gemälde.

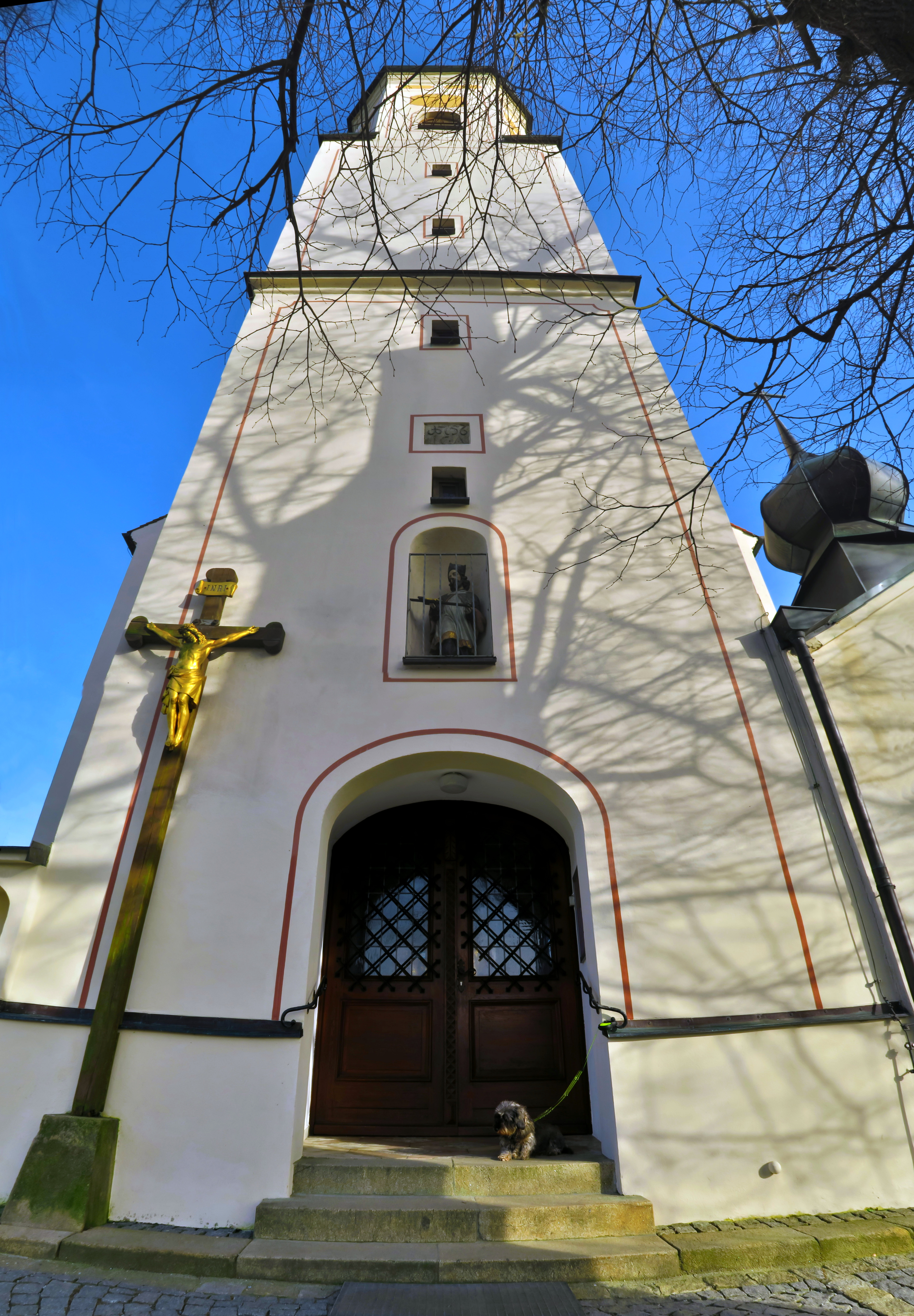
Glockenturm mit Haupteingang

## Kirche
Die einschiffige Saalkirche hat ein flaches Tonnengewölbe. Der Turm besitzt ein Obergeschoss, das von einer Zwiebelhaube mit Laterne bekrönt wird.
An der Decke des Langhauses war ursprünglich ein großes Fresko, darstellend Mariä Himmelfahrt. Es wurde 1880 und erneut 1912 übermalt. Im 19. Jahrhundert traten an dessen Stelle sparsame aufstuckierte Ornamente mit dem Christusmonogramm. Das Deckengemälde im Chor zeigt die Geburt Marias. Der Maler ist unbekannt. Als Symbol des Herbstes (Fest Mariä Geburt: 8. September) erscheint der griechische Weingott Bacchus auf dem Bild.

## Altäre
Der Hochaltar mit seinen gedrehten Säulen enthält auf der Rückseite die Signatur: „diesen altar hat gemacht Egidi Vischer, schreiner zu Kötzting 1752.“ Der Altar birgt das Gnadenbild, eine 45 cm hohe Holzfigur aus dem frühen 14. Jahrhundert. Das Jesuskind, die Kronen und die Seidengewänder für Mutter und Kind wurden erst in der Barockzeit ergänzt.
Zu beiden Seiten des Tabernakels stehen als Altarfiguren die Heiligen Joseph (links) und Johannes der Täufer (rechts). Außerhalb der Säulen schließen sich links Joachim und Anna sowie rechts Elisabeth und Zacharias an. Im Auszug befindet sich eine Figur Gottvaters, darüber in Gestalt einer Taube der Heilige Geist.
Der linke Seitenaltar enthält ein Gemälde der Schmerzhaften Muttergottes. Es wurde 1912 von dem Chamer Maler K. Keneder gemalt. Das Bild darüber zeigt die Verkündigung an Maria, gemalt 1761 von Johann Anton Sollfleisch. Die Altarfiguren stellen den Lieblingsjünger Johannes und Maria Magdalena dar, die laut Überlieferung zusammen mit Maria unter dem Kreuz standen.
Der rechte Seitenaltar besitzt ein Gemälde des hl. Joseph aus dem Jahr 1912 sowie darüber ein Bild des hl. Sebastian von Johann Anton Sollfleisch. Letzteres war ursprünglich das Hauptbild des linken Seitenaltares. Daneben stehen die Altarfiguren Rochus und Franz Xaver. Darunter ist ein Reliquienschrein, der Reliquien des St. Peregrinus enthalten soll.

## Kanzel

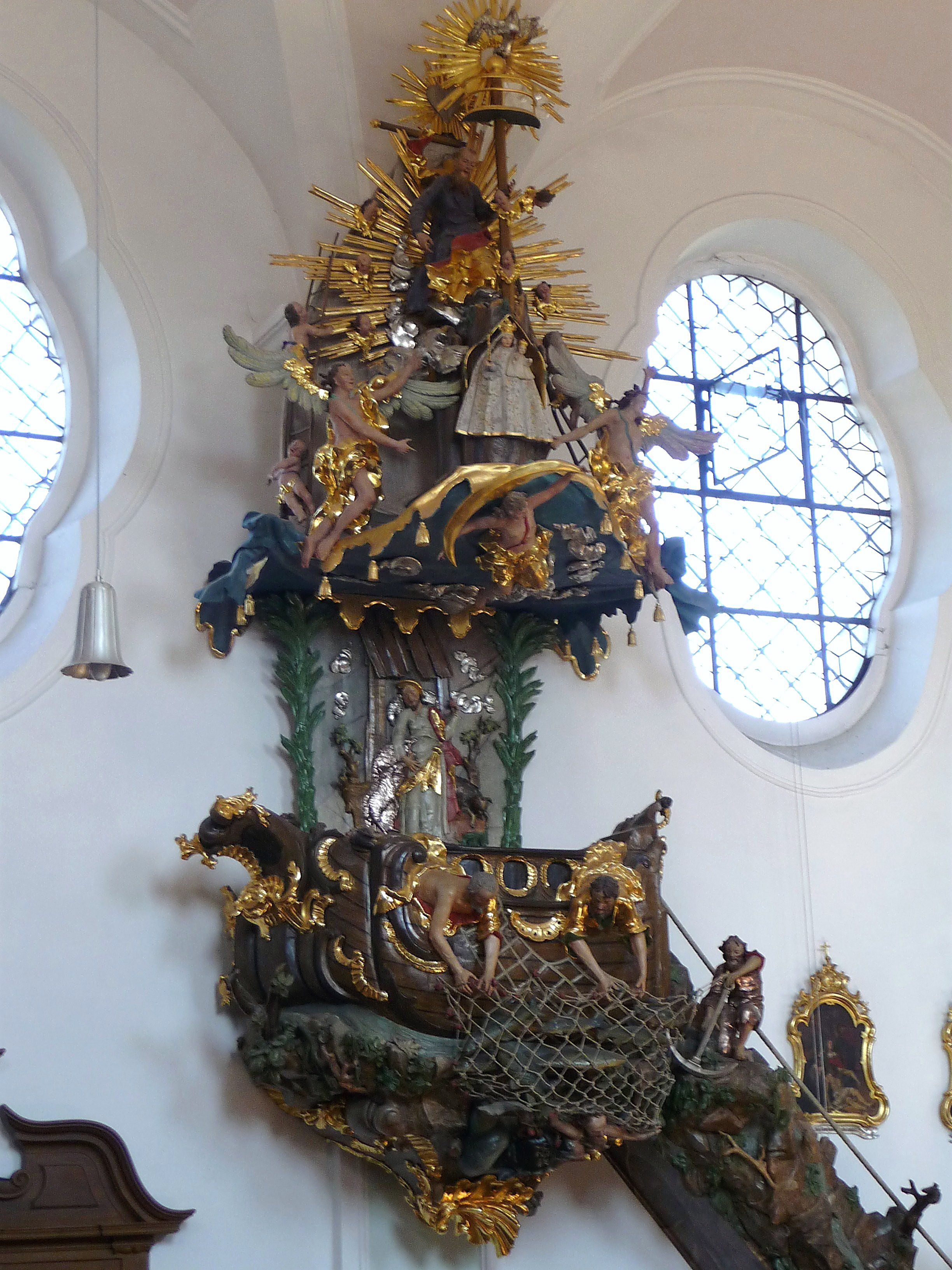
Die Schiffskanzel

Bekannt ist die Kirche besonders wegen ihrer Schiffskanzel. Ihr Gestalter ist Johann Paulus Hager. Der Aufgang, an dessen Fuß ein Engel mit Gesetzestafeln kniet, wird mit geschnitzten Felsen und Baumstämmen flankiert. Der Kanzelkorb ist als Schiffskörper gestaltet. Über die Reling beugen sich zwei Apostel, der linke wird aufgrund seines Aussehens als Simon Petrus identifiziert. Sie heben ein echtes Netz, in dem sich naturgetreu dargestellte Fische befinden. Ein dritter Apostel, einen Anker (christliches Symbol der Hoffnung) haltend, hilft vom Land aus. Unter dem Kanzelkorb ist der Prophet Jona im Maul eines großen Fisches erkennbar.
An der Rückwand befindet sich ein Relief, das Christus als guten Hirten zeigt. Am Schalldeckel trägt ein flügelloser Engel einen großen Halbmond (Mariensymbol). Auf dem Schalldeckel steht, umgeben von zwei großen Engeln, eine Nachbildung des Gnadenbildes vom Hochaltar. Die Marienstatue befindet sich entsprechend der Gründungslegende an einem Eichenstamm, der zuletzt zu einem Mast wird und damit das Schiffsmotiv wieder aufnimmt. Der Mast wird von Gottvater gehalten, den Abschluss bildet ein Ausguckskorb, über dem in Gestalt einer Taube der Heilige Geist schwebt.

## Weitere Einrichtung
Die Kreuzigungsgruppe an der Südwand besteht aus einem Kruzifix um 1900 sowie den Assistenzfiguren Johannes und Maria um 1700. Ebenfalls um etwa 1700 entstand die vom Chorbogen herabhängende Rosenkranzmaria. Die 14 Kreuzwegstationen malte 1914 Georg Halter. Das Gehäuse der modernen Orgel von Michael Weise stammt aus dem Jahr 1901 von Willibald Siemann. In der Vorhalle der Kirche hängen mehrere Votivbilder.